# 阿伦·扎斯耶夫
阿伦·泰穆拉佐維奇·扎斯耶夫（羅馬化：Alen Taimurazovych Zasieiev；1988年10月10日—），烏克蘭及俄羅斯自由式摔跤运动员。他曾在2013年分别在格鲁吉亚第比利斯举办的欧洲摔跤锦标赛和匈牙利布达佩斯举办的世界摔跤锦标赛上获得了银牌。他也在2016年欧洲摔跤锦标赛上获得了铜牌。